# Zeuxine kutaiensis
Zeuxine kutaiensis är en orkidéart som beskrevs av Johannes Jacobus Smith. Zeuxine kutaiensis ingår i släktet Zeuxine och familjen orkidéer. Inga underarter finns listade i Catalogue of Life.